# Niefang (Distrito)
Niefang (in der Kolonialzeit: Sevilla de Niefang) ist ein Ort und ein Verwaltungsbezirk in Äquatorialguinea. Im Jahre 2008 hatte der Bezirk eine Bevölkerung von 4858 Personen.

## Lage
Die Stadt befindet sich in der Provinz Centro Sur auf dem Festlandteil des Staates. Niefang liegt am Benito River und ist ein wichtiger Verkehrsknoten zwischen dem Gebiet von Litoral und Kié-Ntem.
Niefang war traditionell die westliche Grenze des Stammesgebiets der Fang und der Name bedeutet daher auch „Grenze der Fang“. Westlich davon lagen die Gebiete der Bantu-Stämme der Küsten, die als „Playeros“ (spanisch für Küstenbewohner) bezeichnet wurden: Combes, Bujebas, Balengues und Bengas.

## Klima
In der Stadt, die sich nah am Äquator befindet, herrscht tropisches Klima.